# 城田理加
城田 理加（しろた りか、1991年6月6日 - ）は、日本のAV女優。元アイドル。

## 人物
- 2007年からアイドルグループのメンバーとして活動し、2012年2月5日に活動を終了した。

- 2014年12月1日、芸能人専門レーベル「MUTEKI」から、「R18 ガチ5本番！ 城田理加」でAVデビューした。

## 作品

### アダルトビデオ
- 「R18 ガチ5本番！ 城田理加」（2014年12月1日、MUTEKI）